# 1597
1597 (MDXCVII) je bilo navadno leto, ki se je po gregorijanskem koledarju začelo na sredo, po 10 dni počasnejšem julijanskem koledarju pa na soboto.

## Dogodki
- začetek protireformacije v Spodnji Avstriji, Štajerski, Koroški in Kranjski.

## Rojstva
- 24. februar - Vincent Voiture, francoski pesnik († 1648)
- 17. november - Henry Gellibrand, angleški astronom, matematik, duhovnik († 1636)

## Smrti
- 6. februar - Frane Petrić (it: Francesco Patrizi), hrvaško-italijanski filozof in znanstvenik (* 1529)